# Jacob Reifmann
Jacob Reifmann (c. 1817-1895) fue un filólogo judeopolaco.

## Biografía
Nacido en Polonia, en 1817  o en 1818 en Łagów u Opatów, habría acometido estudios históricos y filológicos sobre temas judíos. Reifmann, que habría escrito en hebreo, falleció en la localidad polaca de Szczebrzeszyn en 1895.